# Косурић
Косурић (алб. Kosuriq) је насељено место у општини Пећ, на Косову и Метохији. Према попису становништва из 2011. у насељу је живело 823 становника.

## Становништво
Према попису из 2011. године, Косурић има следећи етнички састав становништва:
| Националност | 2011.        |
| Албанци      | 789 (95,87%) |
| Роми         | 32 (3,89%)   |
| недоступно   | 2 (0,24%)    |
| Укупно       | 823          |

| Демографија | Демографија | Демографија |
| Година      | Становника  | Становника  |
| ----------- | ----------- | ----------- |
| 1948.       | 733         |             |
| 1953.       | 772         |             |
| 1961.       | 860         |             |
| 1971.       | 1.012       |             |
| 1981.       | 1.162       |             |
| 1991.       | 1.207       |             |
| 2011.       | 823         |             |